# Den pro závislosti
Den pro závislosti (v anglickém originále Co-Dependents' Day) je 15. díl 15. řady (celkem 328.) amerického animovaného seriálu Simpsonovi. Scénář napsal Matt Warburton a díl režíroval Bob Anderson. V USA měl premiéru dne 21. března 2004 na stanici Fox Broadcasting Company a v Česku byl poprvé vysílán 16. prosince 2006 na stanici ČT2.

## Děj
Homer, Bart a Líza zhlédnou nejnovější film o vesmírných válkách, Stín shromáždění, a ukáže se, že film není takový, jak očekávali. Doma Marge navrhne, aby Bart a Líza napsali dopis tvůrci Kosmických válek Randallu Curtisovi. O dva týdny později dostanou od Curtise odpověď, která jejich kritiku zcela ignoruje. To donutí Simpsonovy vyrazit na výlet do Kalifornie, kde Homer a Marge navštěvují vinařství a Bart s Lízou jdou na ranč Kosmických válek. Děti navštíví Curtise a řeknou mu, že jeho filmy o Kosmických válkách ztratily smysl. Curtis jejich kritiku odmítá, ale po Lízině vysvětlení s ní souhlasí a rozhodne se vrátit ke svým vypravěčským kořenům tím, že se bude více dívat na samurajské filmy a westerny, aby se inspiroval. 
Bart a Líza se znovu připojí k Homerovi a Marge, kteří jsou oba opilí z bezplatných vzorků vína. Zpátky ve Springfieldu jdou Homer a Marge do Vočkovy hospody a pijí další víno. Vočko otevře láhev vína Château Latour, ročník 1886, a zjevně si neuvědomuje jeho hodnotu. Homer a Marge pak několik dní pokračují v hojném pití, dokud Marge neutrpí obzvlášť bolestivou kocovinu. Řekne Homerovi, že by neměli pít, a on souhlasí. Bohužel, když navštíví Oktoberfest, kde vystupuje skupina Brave Combo, Marge, která se snaží přežít noc bez pití, podlehne a skončí opilá spolu s Homerem. Ten se je pokusí odvézt domů, ale v opilosti s vozem nabourá. 
Aby se vyhnul zatčení, Homer vše předstírá tak, že řidičkou byla Marge (která je opilejší než on). Je zatčena, ale on za ni zaplatí kauci. Později Barney navrhne, aby Marge šla na měsíc na odvykací kliniku, a když je Marge pryč, Homer nechá Flanderse, aby se postaral o děti. Když ji na klinice uvidí, přizná se jí, ale Marge je naštvaná a znovu se napije. Později jí ostatní pacienti léčebny pomohou zjistit, že je s Homerem raději než s alkoholem, a tak mu odpustí a vrátí se domů.

## Produkce
Tvůrce seriálu Matt Groening se o skupině Brave Combo z oblasti Dallasu dozvěděl v 80. letech jako DJ ve vysokoškolském rádiu a objednal si tuto kapelu, držitele Grammy (nejlepší polkové album 1999 a 2004), aby vystoupila na „svatební oslavě jeho nejlepšího přítele“, kam je Groening pozval, aby se objevili v seriálu. Podle Carla Finche, zakládajícího člena kapely, je během dvou týdnů televize kontaktovala kvůli referenčnímu videomateriálu pro animátory pro jejich „springfieldovsky žluté podobizny“. Kapela nahrála polkovou úpravu znělky Simpsonových a dala k dispozici dvě další písně, které byly použity ve scéně Oktoberfestu v seriálu.

## Kulturní odkazy
Kosmické války a Randall Curtis jsou parodií na prequelovou trilogii Hvězdných válek a jejího režiséra George Lucase; parodie se zaměřují na negativní reakce, kterých se filmům dostalo, zejména na kritiku postavy Jar Jar Binkse (jenž je představován jako „Jim-Jam“) a přílišné zaměření na politiku. Curtis je také zobrazen jako obyvatel venkovského kalifornského ranče, na němž se nachází dílna na vizuální efekty, což je odkaz na Lucasův Skywalker Ranch.

## Přijetí
James Greene ze serveru Nerve.com zařadil tuto epizodu na 6. místo svého seznamu 10 případů, kdy Simpsonovi skočili přes žraloka, a vyzdvihl dějovou linii, kdy Homer úmyslně obviní Marge ze zločinu, jejž spáchal, jen aby si zachránil kůži. Greene poznamenal: „Tento Homer nebyl občas necitlivý, ale většinou sympatický hoch. Byl to prostě blbec.“. Líbil se mu však „vynikající“ béčkový příběh, ale shledal, že byl „zcela zastíněn velmi nepříjemným momentem ve vztahu Simpsonovi–Bouvierovy“.